# Ray Stannard Baker

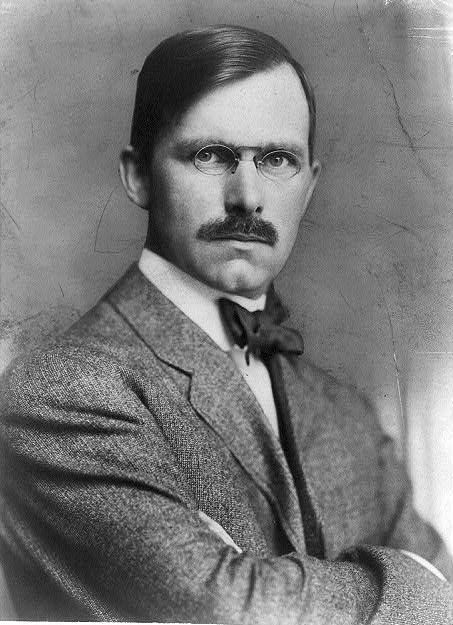
Ray Stannard Baker.

Ray Stannard Baker, född 17 april 1870, död 12 juli 1946, var en amerikansk författare och tidningsman.
Baker var chef för den amerikanska delegationens pressbyrå vid fredskonferensen i Paris 1919 och har belyst Woodrow Wilsons politiska idéer och syften i en rad arbeten: What did Wilson at Paris 1919?, Wilson and world settlement (1922). Baker utgav tillsammans med professor W.E. Dodd The public papers of W. Wilson.